# コントロールド・サーキュレーション
コントロールド・サーキュレーション（英: Controlled circulation）とは、特定のターゲットに絞って無料で雑誌の配布を行うことによって効率よく広告収入を得ようとする印刷メディアのビジネスモデルのことである。

## フリーペーパーとの違い
フリーペーパーとの違いは、フリーペーパーがラック配布されたり、あるいは特定地域内の家庭に無差別で宅配されるのに対し、コントロールド・サーキュレーションは配布を希望する読者から勤務先や業務内容などの個人情報を取得し、それらがターゲットとする読者に合致するかどうかの審査を行い、審査に合格した読者にのみ雑誌を無料で届ける点にある。
通常の雑誌やフリーペーパーの場合、読者属性の分布は想定でしかない。例えば、この雑誌は20代男性をターゲットにした記事内容が多いので20代男性の読者が多いだろうという推定、ならびに読者アンケート（通常、サンプル数は全体の1%以下から数%）の結果でその推定がおおよそ正しいだろうという程度の情報しか、広告主には提供されない。それに対し、コントロールド・サーキュレーションでは広告主に100%確実な読者属性を提供することが可能となり、広告主から見たときにターゲットとしたい読者何人に広告を届けられるかという費用対効果を明確に割り出すことができる。そのため、ターゲットに広告情報が届いても購買に結びつくかどうかが不確定な消費者向けの製品ではなく、特定かつ少数のターゲットに対して広告情報を届けられれば直接高額の購買に繋がることが期待されるニッチな製品、あるいはBtoB製品広告の媒体に使用される。

## 背景とビジネスモデル
営利事業としての雑誌発行を考えたときに、読者から料金を取る配信方法を採用する場合には、有料定期購読でも書店販売の場合でも雑誌そのものを広告・宣伝する必要がある。さらには、コンテンツに関しても非常にレベルの高いものが要求される。そのため、購読料収入の大部分はそれらの宣伝費や編集コストに吸収されてしまい、利益になるのは実質的に広告料部分のみということが多い。そうであれば無料で読者に雑誌を配布することにして、代償として読者の個人情報を取得して広告などの商売につなげると同時に、雑誌自体の宣伝費や編集コストは最低限に抑えようというのが、コントロールド・サーキュレーションのビジネスモデルにおける元々のアイデアである。
属性付きの読者リストを元に、雑誌広告だけでなく、読者に対する広告配信代行や特定分野を対象とした市場調査代行などのビジネスを行うことも可能となる。
弱点として、昨今の個人情報に対する意識の高まり（個人情報を提供するうえでの心理的ハードルの高さ）により、個人情報を提供するからには無料であっても非常に高いクオリティのコンテンツが要求されるようになっていることが挙げられる。
広告主に対して正確な情報を提供することがビジネスモデルの根幹であるため、書店売りの雑誌で行われるような発行部数の水増し（日本の雑誌業界においては「公称」発行部数と実際の発行部数の間に差異が存在することが多く、ひどい場合には数倍の差が生じていることもある）は通常行われない。また、発行部数ならびに読者属性分布の精度を保証するため、ABCによる公査や、BPAの公査（ABCより格段に基準が厳しい）を取得している場合もある。

## 現在刊行中のコントロールド・サーキュレーションを採用している雑誌（ABC順）
アスキービジネス（アスキー）
企業内のIT・情報システム導入担当者向け。3万部（公査記載なし）
CIO Magazine（IDGジャパン）
CIO向け。14,025部（コントロールド・サーキュレーション分のみ。有料定期購読も併用。公査記載なし）
Design News Japan（リード・ビジネス・インフォメーション）
機械設計技術者向け。20,000部（BPA公査）
EDN Japan（リード・ビジネス・インフォメーション）
電子回路設計技術者向け。37,513部（BPA公査）
EE Times Japan（E2パブリッシング）
電子回路設計技術者向け。43,000部（BPA公査）
Semiconductor International 日本版（リード・ビジネス・インフォメーション）
半導体製造技術者向け。10,000部（BPA公査）